# ゴッズ・オウン・カントリー
『ゴッズ・オウン・カントリー』（God's Own Country）は2017年のイギリスの恋愛映画。
フランシス・リー監督の長編デビュー作で、出演はジョシュ・オコナーとアレック・セカレアヌなど。
「神の恵みの地（ゴッズ・オウン・カントリー）」とも呼ばれるイギリス・ヨークシャー地方の広大な牧草地帯を舞台に、孤独な青年の運命の恋を描いた作品で、英国版『ブロークバック・マウンテン』とも呼ばれている。
2017年1月に開催されたサンダンス映画祭2017で初上映され、同映画祭でワールドシネマ監督賞を受賞するなど、世界中で数多くの映画賞を受賞している。
日本では2018年7月に開催された「第27回レインボー・リール東京〜東京国際レズビアン&ゲイ映画祭〜」で上映された後、同年11月から12月まで開催された特集「のむコレ2018」にて劇場上映され、2019年2月2日より拡大上映（配給：ファインフィルムズ）、さらに同年11月から翌2020年2月まで開催された「のむコレ3」にて再度上映された。

## ストーリー
イギリスのヨークシャー地方で、祖母と右半身不随の父親と暮らすゲイの青年ジョニーは1人で牧場を切り盛りしている。重労働に追われる生活の中で、ジョニーは酒に溺れ、行きずりのセックスを繰り返しては、やり場のない孤独な心を紛らわせている。羊の出産シーズンを迎え、人手の足りない牧場は季節労働者を雇い入れることになる。応募して来たのはルーマニア移民の青年ゲオルゲだけだった。寡黙で働き者のゲオルゲをジョニーは「ジプシー」と呼んで差別的に扱っていたが、家畜についての知識も経験も豊富で、繊細な優しさを持つゲオルゲに徐々に惹かれていく。一方のゲオルゲもジョニーの抱える深い孤独に共感を覚えるようになっていく。そして身も心も結ばれた2人は、牧場の仕事をこなしながら、幸せな時を過ごすようになる。そんな中、ジョニーの父親が倒れる。一命は取り留めたものの、父親は車椅子生活となる。ジョニーはゲオルゲにこのまま牧場に残ってほしいと頼む。ゲオルゲはジョニーの伴侶として共に牧場の経営を抜本的に立て直していくことを考えるが、ジョニーはそこまで思い切れない。煮え切らないジョニーに幻滅したゲオルゲはジョニーからの申し出を断る。傷心のジョニーは酔った勢いで行きずりの男とセックスする。その現場を目撃したゲオルゲはジョニーに怒りをぶつけて牧場を出ていく。
残されたジョニーは父親の世話と牧場の仕事に打ち込むが、ゲオルゲを失った心の傷は癒えない。ジョニーの働きぶりをようやく認めるようになった父親に、ジョニーはこれまでとは違う自分のやり方で牧場を続けていく、そのためにはゲオルゲが必要だと告げ、父親もそれを受け入れる。ジョニーは祖母から渡されたメモを頼りにゲオルゲを迎えにいく。スコットランドの新しい職場で仕事中のゲオルゲは、ジョニーに対してそっけない態度を取るが、「一緒にいたい」との正直な気持ちを涙ながらにぶつけてきたジョニーを受け入れる。こうして2人は牧場に戻ってくる。

### トリビア
山小屋での生活でジョニーとゲオルゲが食べていたカップ麺は「ポットヌードル」で、その不味さからイギリス在住の日本人には評判が悪いことで知られている。また、ゲオルゲがそれにかけていた粉末は砂糖である。

## キャスト
ジョニー・サックスビー
演 - ジョシュ・オコナー
牧場を営む家の1人息子。24歳。 家畜の肉牛や100頭ほどの羊を飼っており、セリに牛を出荷して細々と生計を立てている。学生時代は明るい性格だったようだが、家業を継いでからは基本的にいつも不機嫌そうな顔をしており、粗暴な一面もある。内心では1人で牛たちの世話や体が不自由な父親の世話をすることに不満を持っており、父親や祖母に反抗的な態度をとることもある。仕事や土地柄でデコボコした草原を移動するため、四輪駆動車（4WD）やそれより小さいバギー（どちらも牽引車による荷台付き）を愛用している。
ゲオルゲ・イオネスク
演 - アレック・セカレアヌ
ルーマニア移民の季節労働者。ジョニーの牧場の求人募集（当初は1週間の予定）に応募してやって来る。母親が英語教師であることから英語が堪能。実家が牧場を経営していた（既に廃業している）ため、チーズ作りや子羊の出産の介助などの経験が豊富である。仕事に対して非常に真面目に取り組み、愛情を持って羊などの家畜の世話をする。雇い主のジョニーから下に見られていたが、ある日、図に乗った彼にキレたことが転機となり、彼と心を通わせるようになる。
ディアドリ・サックスビー
演 - ジェマ・ジョーンズ
ジョニーの祖母。サックスビー家の様々な家事をこなす他、障害のある息子・マーティンの食事では食べやすいように料理を細かく切ってから提供するなどの世話をしている。酒を飲み過ぎてしまうことの多いジョニーのことを心配し、彼が荒い言動をとった時は注意している。
マーティン・サックスビー
演 - イアン・ハート
ジョニーの父。ディアドリの息子。妻・アニーがいたが、ジョニーが幼い頃に出ていった。いつ頃からかは不明だが、右半身不随の障害があり、2本の杖を松葉杖代わりにして歩行し、牛舎に牛の様子を見に来るなどしている。また、ジョニーが飲み潰れて翌朝の家畜の世話を怠けてしまうことがあるため、そのたびに小言を言う。
競売人見習い
演 - ハリー・リスター・スミス
ゲイの青年。牛の競売の会場外に停めたジョニーの四輪駆動車の荷台の中で彼と性的関係を持つ。その直後、ジョニーに「僕たち気が合いそうだから」と交際を持ちかけるが拒絶される。
ロビン
演 - パッツィ・フェラン
ジョニーの幼なじみの女性。大学生。ジョニーにとって数少ない気心の知れた人物で、彼が同性愛者であることも知っている。普段は地元から離れた街で暮らしているが、作中では大学の休みで久しぶりに実家に戻っている。ある夜、街に出かけてジョニーと再会し、雑談を交わす。
男子大学生
演 - ジョン・マクリー
ロビンの友人で彼女がジョニーに紹介しようとしていたゲイの青年。ジョニーがパブのトイレに入るのを見て自分から誘って個室内で性的関係を持つ。
グレン
演 - リアム・トーマス
パブの店主。客としてカウンター席にいたゲオルゲの隣に座り、自分の飲み物を指で弾いてゲオルゲの顔にかける嫌がらせをする。
グロリア
演 - メラニー・キルバーン
グレンの妻。グレンの嫌がらせにキレたゲオルゲがグレンに殴り掛かろうとしたため、「警察を呼ぶよ!」と威嚇する。

## 製作
脚本・監督を務めたフランシス・リーは、本作の舞台であるヨークシャーで育ち、実家が農場を営んでいたとの自身のバックグラウンドにもとづいて、閉塞感のある田舎のコミュニティに生きるジョニーの経験やヨークシャーの風景を表現している。ちなみに、父親の営む農場は撮影場所から10分ほどの距離にある。
映画の着想について、ゲイであることを公表しているリー監督はインタビューにて「僕自身が、もしあの田舎のコミュニティにとどまり続けて、そこで働いて、誰か好きな人に出会ったとしたらどんなことが起きるだろう、と思ったところから生まれました。」と語っている。
ゲオルゲ役のアレック・セカレアヌは6ヶ月に及ぶオーディションの末に抜擢された。ルーマニア語のセリフはごくわずかでストーリー上は全く重要ではないので、訛りのある英語を話せる俳優であればルーマニア人である必要はなかったが、リー監督はルーマニア人俳優の起用にこだわり、ルーマニアのキャスティングディレクターから提示された40名以上の候補者のうち13名ほどとブカレストで直接面談、その後、ジョニー役のジョシュ・オコナーとの相性を見るために、選考に残った3人がロンドンに渡り、最終的にセカレアヌに決まった。なお、セカレアヌとのブカレストでの最初の面談は2016年1月に行われた。その後、セカレアヌとリー監督はSkypeでやりとりしながらゲオルゲが生まれた瞬間からスクリーンに初めて登場する瞬間までのゲオルゲの人生を一から構築していった。
映画の背景に「真実」があることを重視するリー監督は、それを役者や作品の舞台にも求め、主演の2人は牧場で実際に働くなどの準備をし、劇中で登場する羊の出産や皮剥ぎといった作業も実際に彼らが行なっている。また、主人公2人の出会いの緊張感やぎこちなさをリアルに表現させるために、リー監督は撮影開始まで主演の2人を可能な限り会わせないようにし、撮影前の準備期間中、ジョニー役のオコナーは撮影に使われた農場で、ゲオルゲ役のセカレアヌはリー監督の実家の農場で働いて役作りをした。その後、撮影が始まってからしばらくして2人は同じ家で暮らすようになり、物語中の時系列に沿った撮影によって主人公2人と同じタイミングで友情を深めていった。
ルーマニアからの移民であるゲオルゲに向けられる地元民からの冷たい視線の裏には、Brexitに象徴される分断社会があるとの指摘もあるが、実際には本作の編集段階で国民投票の結果が出たため、監督の意図したところではないとのことである。

## 日本での公開と反響
2018年7月に開催された「第27回レインボー・リール東京〜東京国際レズビアン&ゲイ映画祭〜」で初上映され、2度の上映回700席（350席×2）が全て完売するなど、大きな話題を集めたが、日本での配給会社が決まらず、その後、個人が劇場上映の権利を買い付けて、同年12月からシネマート新宿で上映を始めると、すべての回で333席が満席、チケットの販売開始時にはアクセス集中によりサーバーがダウンするなど、“鑑賞したくてもチケットが入手できない”現象が起きた。この反響を受けてようやく配給会社が決定し、翌2019年2月2日より全国で拡大公開されることになった。
配給元によると、観客アンケートではゲオルゲが人気を集め、「こんな“スパダリ”（パートナーを心底愛するハイスペック男子“スーパーダーリン”の略）に癒されたい」などのコメントが寄せられたとのことである。
映画レビューサービス「Filmarks」によれば、2018年12月第1週公開映画の初日満足度ランキング第1位を獲得した。
2019年6月4日に日本版DVDおよびブルーレイが発売され、同日からレンタルも開始されている。
また、U-NEXTやNetflixなどの様々な動画配信サービスでも視聴可能となっている。WOWOWでは2022年4月10日未明（9日深夜）に放映された。

## 作品の評価

### 映画批評家によるレビュー
Rotten Tomatoesによれば、130件の評論のうち高評価は98%にあたる127件で、平均点は10点満点中8点、批評家の一致した見解は「孤独と新たに芽生えた親密さを静かに感動的に沈思している『ゴッズ・オウン・カントリー』は、フランシス・リーの傑出した監督デビューを飾っている。」となっている。
Metacriticによれば、22件の評論のうち、高評価は21件、賛否混在は1件、低評価はなく、平均点は100点満点中85点となっている。
サンダンス映画祭の本作の紹介文では「この映画からは泥の匂いがする。」と表する一方で「脚本・監督のフランシス・リーという重要な新しい才能を発見するきっかけとなった作品である。この作品は見逃せない。」としている。
映画評論家のピーター・ブラッドショーはガーディアン紙に寄稿した評論記事において5点満点中4点をつけ、「ほぼ、しかし完全にそうというわけではないが、デイルズ版『ブロークバック』」と表現するとともに「言葉にできない感情、声にならない将来への不安、そしてあらゆる感情をハードな肉体労働に置き換える覚悟にあふれた、その意味で、非常に英国的なラブストーリーである。」と評している。
ジャーナリストの北丸雄二は本作について『ブロークバック・マウンテン』へのオマージュであると同時に、20世紀を舞台にした物語で描かれた悲劇を、21世紀を舞台にしたハッピーエンドの物語で「上書き」していると述べている。また、映画ライターの阿刀ゼルダも20世紀を舞台にした『ブロークバック・マウンテン』の主人公2人が叶えられなかった夢を実現した物語であるとしている。また、北村・阿刀両者共に、家畜の死をはじめとして作品全体に「死」のイメージを漂わせている『ブロークバック・マウンテン』に対して、本作は同じように家畜の死を描きながらも「生」をイメージさせるとしている。
エンドロールで映される古い時代の麦の刈り入れの映像について阿刀は本作自体がリー監督なりの農業讃歌であることを示唆しているのではないかと指摘している。

### 受賞歴
| 賞                                 | 部門                                          | 対象者                                          | 結果       |
| ---------------------------------- | --------------------------------------------- | ----------------------------------------------- | ---------- |
| サンダンス映画祭2017               | ワールドシネマ・ドラマ部門監督賞              | フランシス・リー                                | 受賞       |
| 第67回ベルリン国際映画祭           | テディ賞                                      |                                                 | ノミネート |
| 第67回ベルリン国際映画祭           | ハーヴェイ賞（マナー読者審査員賞）            |                                                 | 受賞       |
| 第20回英国インディペンデント映画賞 | 作品賞                                        |                                                 | 受賞       |
| 第20回英国インディペンデント映画賞 | 監督賞                                        | フランシス・リー                                | ノミネート |
| 第20回英国インディペンデント映画賞 | 主演男優賞                                    | ジョシュ・オコナー                              | 受賞       |
| 第20回英国インディペンデント映画賞 | 主演男優賞                                    | アレック・セカレアヌ                            | ノミネート |
| 第20回英国インディペンデント映画賞 | 助演男優賞                                    | イアン・ハート                                  | ノミネート |
| 第20回英国インディペンデント映画賞 | 新人監督賞                                    | フランシス・リー                                | ノミネート |
| 第20回英国インディペンデント映画賞 | 新人脚本家賞                                  | フランシス・リー                                | 受賞       |
| 第20回英国インディペンデント映画賞 | 新人製作者賞                                  | - ジャック・ターリング - マノン・アルディソン   | ノミネート |
| 第20回英国インディペンデント映画賞 | 脚本賞                                        | フランシス・リー                                | ノミネート |
| 第20回英国インディペンデント映画賞 | キャスティング賞                              | - シャヒーン・バイグ - レイラ・メリック＝ウルフ | ノミネート |
| 第20回英国インディペンデント映画賞 | 音響賞                                        | アンナ・バートマーク                            | 受賞       |
| 第38回ロンドン映画批評家協会賞     | 作品賞                                        |                                                 | ノミネート |
| 第38回ロンドン映画批評家協会賞     | 英国/アイルランド作品賞                       |                                                 | ノミネート |
| 第38回ロンドン映画批評家協会賞     | 英国/アイルランド男優賞                       | ジョシュ・オコナー                              | ノミネート |
| 第38回ロンドン映画批評家協会賞     | 英国/アイルランド・ブレイクスルー映画製作者賞 | フランシス・リー                                | 受賞       |
| 第38回ロンドン映画批評家協会賞     | 技術賞                                        | ジョシュア・ジェームズ・リチャーズ（撮影）      | ノミネート |
| 第22回サテライト賞                 | 作品賞（インディペンデント部門）              |                                                 | 受賞       |
| 第71回英国アカデミー賞             | 英国作品賞                                    |                                                 | ノミネート |
| 第71回英国アカデミー賞             | ライジング・スター賞                          | ジョシュ・オコナー                              | ノミネート |